# خلية إبسيلون
خلايا إبسيلون (بالإنجليزية: Epsilon cells)‏ (خلايا ε) هي أحد الأنواع الخمسة لخلايا الغدد الصماء الموجودة في مناطق البنكرياس المسماة جزر لانغرهانز. تنتج خلايا إبسيلون هرمون الجريلين الذي يُسبب الجوع. اكتشفت للمرة الأولى في الفئران. تشكل في البشر هذه الخلايا أقل من 1% من جميع خلايا الجُزر. وهي متصلةٌ بواسطة موصلات محكمة تسمح بعدم نفاذية المُركبات القابلة للذوبان في الماء.